# Stosunki białorusko-łotewskie

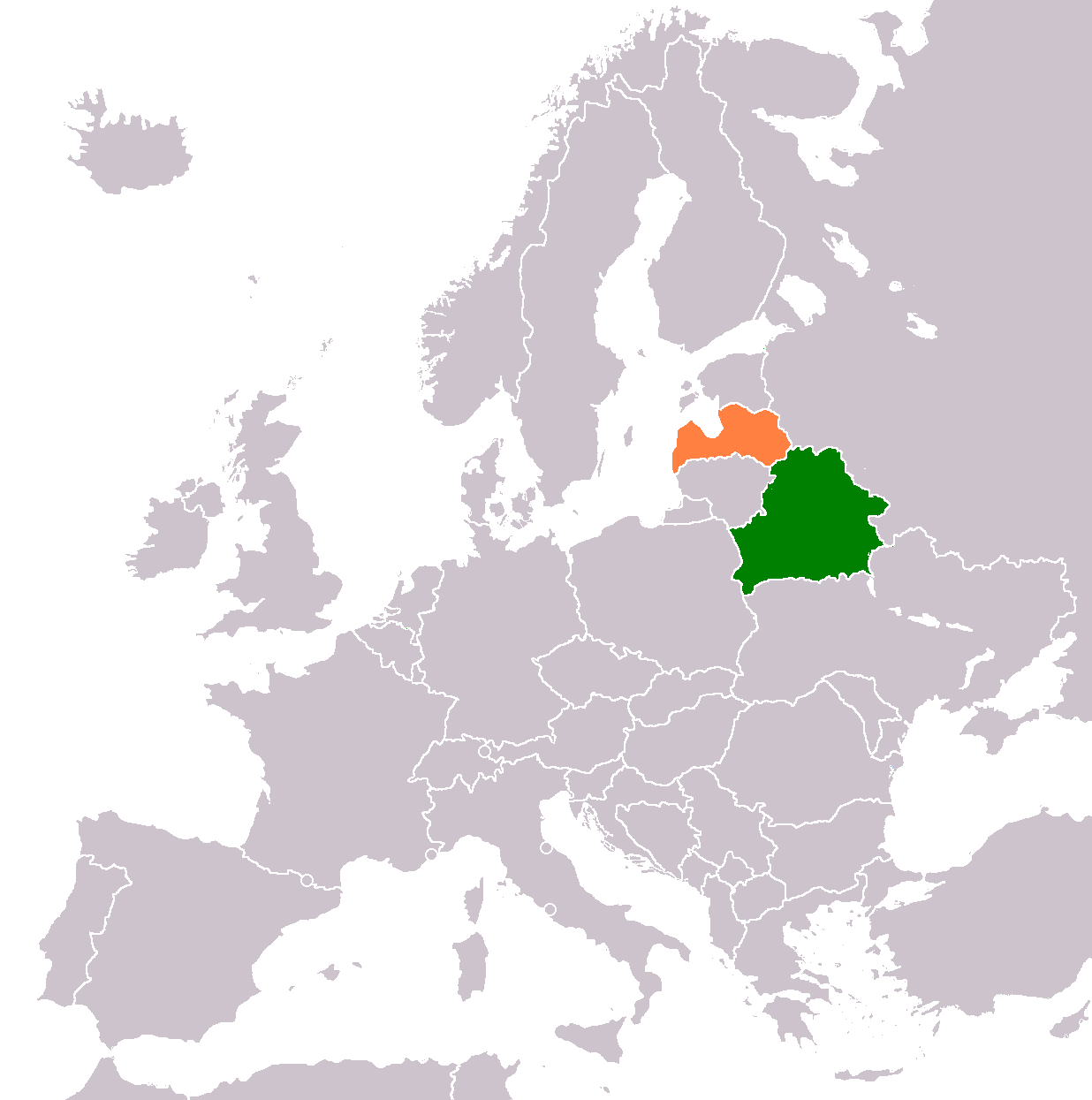
Białoruś (kolor zielony) i Łotwa (kolor pomarańczowy) na mapie Europy

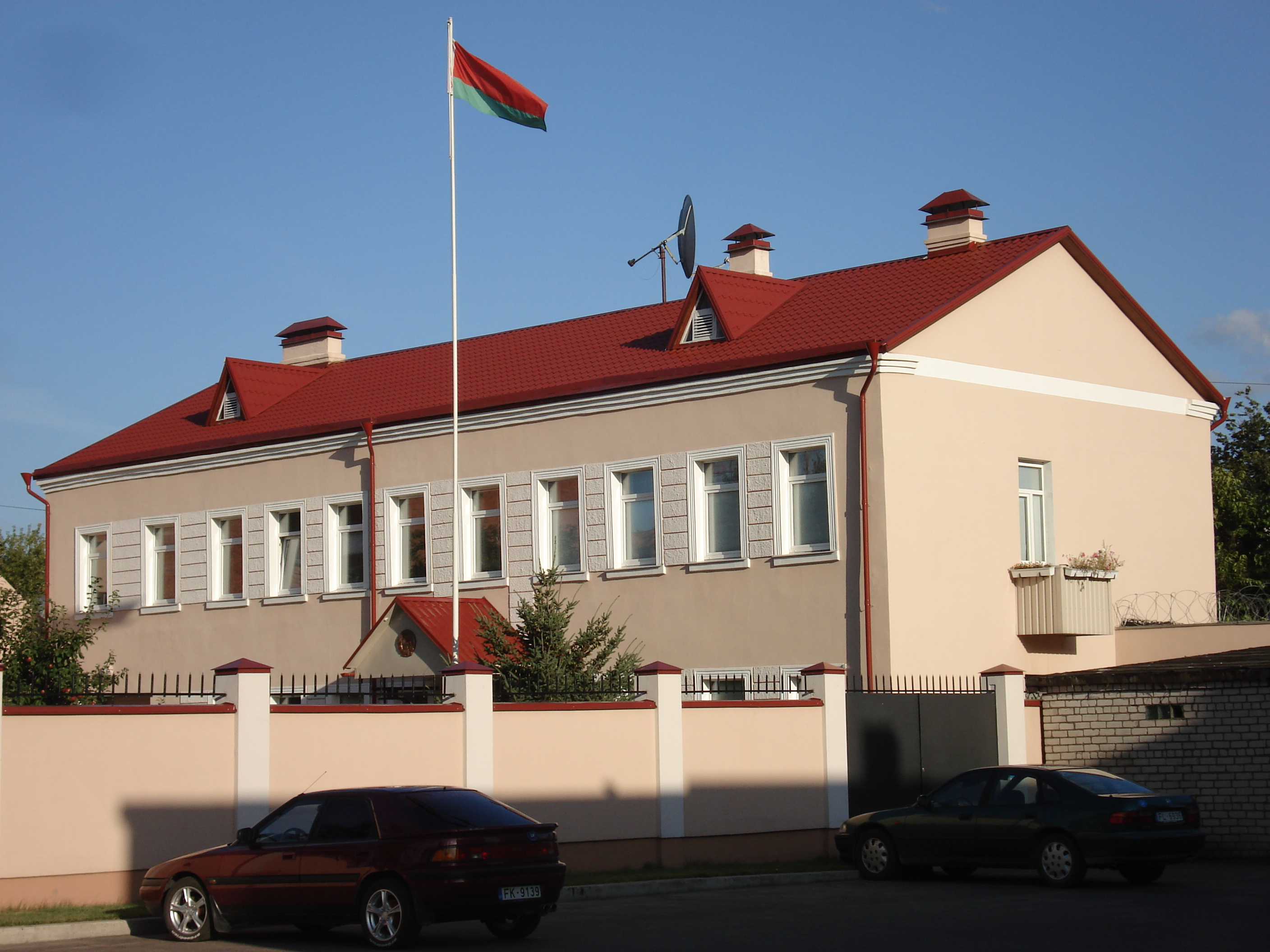
Konsulat Białorusi w Dyneburgu

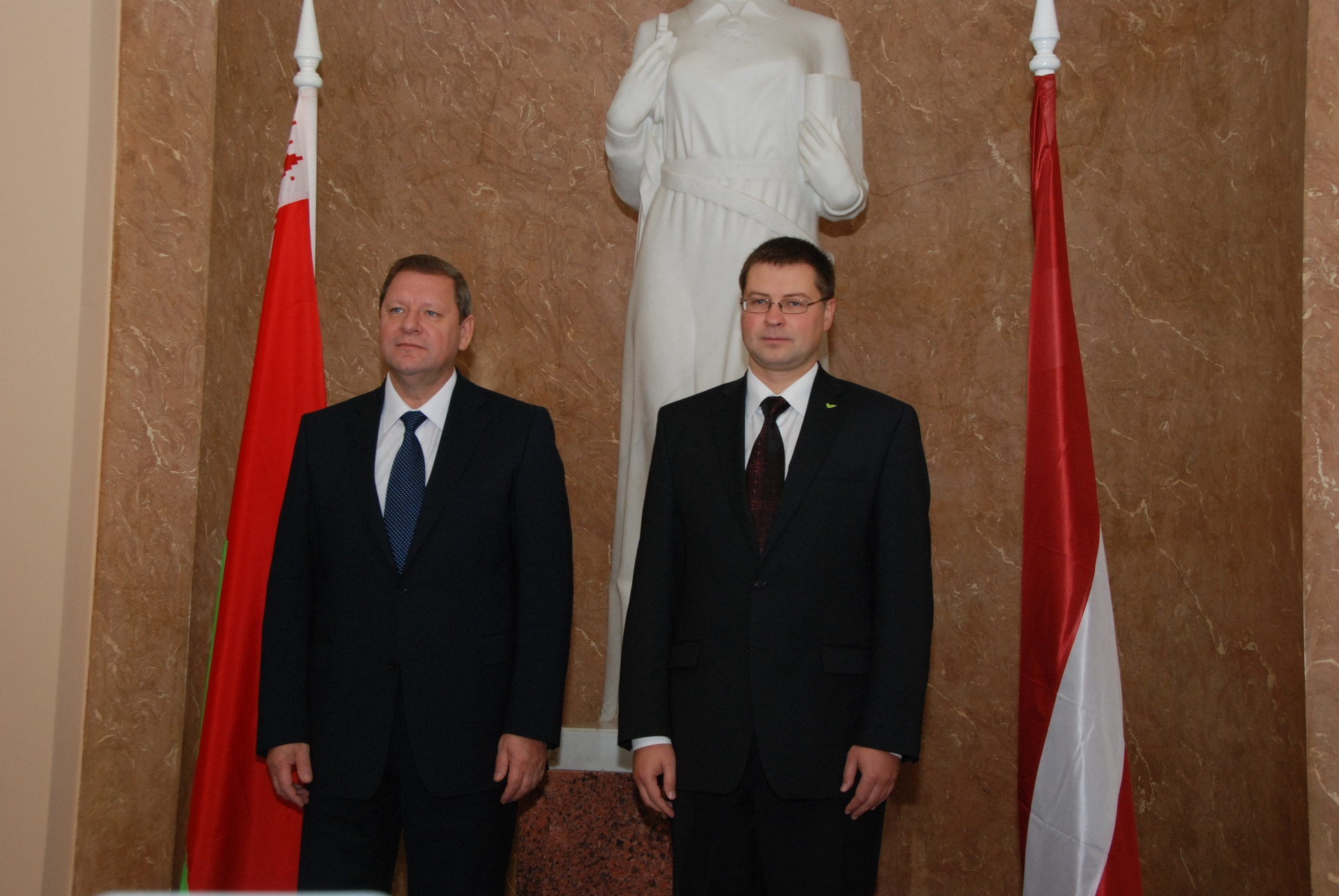
Premier Białorusi Siarhiej Sidorski w towarzystwie premiera Łotwy Valdisa Dombrovskisa (wrzesień 2010)

Stosunki białorusko-łotewskie – międzynarodowe relacje łączące Białoruś i Łotwę. Oba kraje sąsiadują ze sobą i są ważnymi partnerami gospodarczymi. Granica białorusko-łotewska jest równocześnie zewnętrzną granicą Unii Europejskiej i Strefy Schengen. 

## Historia

### Stosunki między Łotwą i BRL
Jednym z państw, z którymi utrzymywał stosunki powstały po I wojnie światowej Rząd Tymczasowy Łotwy była powołana do życia w marcu 1918 Białoruska Republika Ludowa. Pierwsze bezpośrednie kontakty między Łotwą a rządem BRL przypadły na lato 1919. W sierpniu 1919 w Rydze powstał konsulat Białoruskiej Republiki Ludowej, na czele którego stał Kuźma Ciareszczanka.  Działacz ten prowadził w imieniu BRL rozmowy na temat utworzenia na terenie Łotwy białoruskich oddziałów wojskowych, zwracał się do szefa rządu Łotwy Kārlisa Ulmanisa z prośbą o pomoc w walce z bolszewikami i o przepuszczenie białoruskich oddziałów na teren Białorusi. W marcu 1920 przedstawiciele Białoruskiej Republiki Ludowej wchodzili w skład łotewsko-białoruskiej komisji, zajmującej się wytyczeniem przyszłej linii granicznej między Białorusią a Łotwą. Rząd BRL zatwierdził wyniki przeprowadzonych na Łotwie rozmów, komisja jednak nie zebrała się później już ani razu.  Współpracy Łotwy i Białoruskiej Republiki Ludowej ustała pod koniec 1920.

### Stosunki między Łotwą i Białorusią od początku lat 90. XX w.
Właściwie stosunki dwustronne między Białorusią i Łotwą zaczęły rozwijać się praktycznie od razu po rozpadzie ZSRR. W grudniu 1991 w Rydze przedstawiciele obu krajów (przewodniczący Rady Najwyższej Białorusi Stanisłau Szuszkiewicz i przewodniczący Rady Najwyższej Republiki Łotewskiej Anatolijs Gorbunovs) podpisali deklarację o  stosunkach dobrosąsiedzkich, w której oba kraje wzajemnie uznały się i potwierdziły swą suwerenność oraz integralność terytorialną, a także uznały kulturalną, językową i etniczną specyfikę Białorusinów na Łotwie oraz Łotyszy na Białorusi. 7 kwietnia 1992 Białoruś i Łotwa nawiązały oficjalnie stosunki dyplomatyczne. W 1993 rozpoczęły działalność ambasady obu krajów – białoruska w Rydze oraz łotewska w Mińsku. W kolejnych latach powstały również konsulaty – łotewski w Witebsku oraz białoruski w Dyneburgu.
21 lutego 1994 podpisana została między oboma krajami umowa dotycząca ustalenia oficjalnej granicy, w której za podstawę demarkacji przyjęto linię oddzielającą Białoruś i Łotwę w momencie wyjścia Łotwy ze składu ZSRR w 1991. Proces fizycznej demarkacji granicy rozpoczął się w maju 1998 i zakończył w październiku 2006.
21 lutego 1994 na Białoruś przybył premier Łotwy Valdis Birkavs. W czasie wizyty podpisano osiem porozumień międzypaństwowych. We wrześniu 1995 odbyła się dwudniowa wizyta delegacji łotewskiej na czele z premierem Mārisem Gailisem. Pierwsze spotkanie na szczeblu prezydentów obu państw (Alaksandr Łukaszenka ze strony białoruskiej oraz Guntis Ulmanis ze strony łotewskiej) odbyło się we wrześniu 1997 w Wilnie. W maju 1998 na Łotwę udała się białoruska delegacja na czele z premierem Siarhiejem Linhiem.
We wrześniu 2010 z roboczą wizytą na Łotwę udał się premier Białorusi Siarhiej Sidorski. Program wizyty obejmował rozmowy z premierem Łotwy Valdisem Dombrovskisem.

## Diaspory
Na początku 2014 roku na Łotwie stale przebywało 2 914 obywateli Białorusi.  Oprócz tego na Łotwie zamieszkiwało w tym samym czasie 74 205 przedstawicieli mniejszości białoruskiej, spośród których 30 437 posiadało status obywatela.
Na Białorusi zamieszkuje również niewielka mniejszość łotewska. Według spisu narodowego z 2009 jako Łotysze zadeklarowało się na Białorusi 1549 osób. 

## Stosunki gospodarcze
Łotwa jest ważnym partnerem gospodarczym Białorusi. Wśród krajów, z którymi Białoruś prowadzi handel zewnętrzny, Republika Łotewska zajmowała w 2012 5. miejsce pod względem wielkości obrotu towarowego oraz 4. miejsce pod względem wielkości eksportu.
Podstawę białoruskiego eksportu stanowiły produkty petrochemiczne, metalurgiczne, maszyny, płody rolne i leśne, produkty spożywcze. Z Łotwy importowane są przede wszystkim leki, ryby, tkaniny, cement, silniki i jednostki mocy, konstrukcje metalowe.
31 stycznia 2013 na Białorusi były zarejestrowane 373 przedsiębiorstwa z łotewskim kapitałem (w 2011 – 297 przedsiębiorstw) oraz 27 przedstawicielstw łotewskich przedsiębiorstw. Na Łotwie zarejestrowane były w tym czasie 1123 przedsiębiorstwa z białoruskim kapitałem i 15 przedstawicielstw białoruskich podmiotów gospodarczych.